# Black Is Black
Black Is Black ist ein Popsong der spanischen Rockgruppe Los Bravos. Der Sommerhit des Jahres 1966 wurde zum Millionenseller.

## Entstehungsgeschichte

Los Bravos – Black Is Black

Der ehemalige Electrola-Produzent Nils Nobach brachte 1966 Michael Kogel (alias Michael Kennedy) mit der spanischen Band Los Sonor zusammen, die einen Sänger suchte. Kogel hatte in Deutschland bereits einige erfolglose von Nobach produzierte Singles mit Beatgruppen besungen, die er anführte. Mit dem französischen Musikproduzenten Alain Milhaud reiste die in Los Bravos umbenannte Gruppe auf der Suche nach geeignetem Songmaterial und einem Plattenlabel im April 1966 nach London. Man fand die erste Komposition des Teams Tony Hayes / Steve Wadey / Michelle Grainger unter dem Titel Black Is Black. Die Mitkomponisten Hayes und Wadey besaßen ein Tonstudio im Dorf Hoo bei Rochester (Kent), wo eine Demoaufnahme des Titels entstand. Es handelte sich um ihren ersten Song, den andere britische Bands zuvor abgelehnt hatten.
Der Song wurde im April 1966 von Ivor Raymonde in London zusammen mit Alain Milhaud produziert. Aus Gewerkschaftsgründen durfte nur Kogel singen, es spielten britische Sessionmusiker (angeblich auch Jimmy Page, was der Sessionkatalog über seine Arbeit jedoch nicht bestätigt). Da Kogels Stimme sehr der von Gene Pitney ähnelte, kamen später Gerüchte auf, dass Pitney an Stelle von Kogel gesungen hätte. Charakteristisch ist der den Song antreibende Bass, der dem Titel den Sound eines Blue-Eyed Soul verleiht.

## Veröffentlichung und Erfolg
Die Single Black Is Black / I Want a Name wurde am 17. Juni 1966 in Großbritannien (Decca F#22419) veröffentlicht und über eine Million Mal verkauft, auch dank des intensiven Airplays durch den Piratensender Radio Caroline. Sie erstürmte die internationalen Hitparaden. Sie belegte für sechs Wochen Rang eins in Spanien, in Großbritannien für 13 Wochen Platz zwei, in den Niederlanden und in Australien Rang drei, in den USA und in Deutschland Platz vier und in Kanada Rang sechs.

## Coverversionen
Der französische Schlagersänger Johnny Hallyday brachte im Oktober 1966 eine Coverversion unter dem wörtlich übersetzten Titel Noir c’est noir mit Text von Georges Aber heraus. Die Fassung von La Belle Epoque aus dem Jahr 1977 belegte Rang eins in Australien und Platz zwei in Deutschland und Großbritannien. Im Mai 1995 brachte Rick Springfield eine weitere Fassung heraus. Der Titel erhielt einen BMI-Award.